# Hexatoma (Hexatoma) brevistigma
Hexatoma (Hexatoma) brevistigma is een tweevleugelige uit de familie steltmuggen (Limoniidae). De soort komt voor in het Oriëntaals gebied.